# Wattenberg (Habichtswald)
Der Wattenberg ist mit 516,2 m ü. NHN die zentrale, nicht aber die höchste Erhebung der sich im Westen des Habichtswälder Berglands von Süden nach Norden ziehenden Hinterhabichtswälder Kuppen, bei Martinhagen im nordhessischen Landkreis Kassel.

## Geographische Lage
Der Wattenberg liegt im äußersten Südwesten der Gemarkung Zierenbergs, knapp 3 km südlich vom Stadtteil Burghasungen, 2 km südsüdöstlich vom Stadtteil Oelshausen, rund 3 km ostsüdöstlich von Wolfhagen-Istha und etwa 1 km nordwestlich von Schauenburg-Martinhagen. Der Großteil des Bergs mit seinem Gipfel gehört zur Gemarkung der Stadt Zierenberg, seine Ost- und Südflanke zu jener der Gemeinde Schauenburg. Nordnordöstlicher Nachbar im Wattenberg-Massiv ist der 1,4 km entfernte Hundsberg (496 m).
Das Waldgebiet des Wattenberg-Massivs wird im Nordosten von der Trasse der A 44, nach Osten vom Oberlauf der Warme, nach Süden von der ehemaligen B 520 (heute L 3215) westlich Martinhagens, nach Südwesten von der B 450 südlich Isthas und nach Nordwesten von der B 251 zwischen Istha und Burghasungen vergleichsweise scharf abgegrenzt.

## Naturräumliche Zuordnung
Der Wattenberg gehört in der naturräumlichen Haupteinheitengruppe Westhessisches Berg- und Senkenland (Nr. 34) und in der Haupteinheit Habichtswälder Bergland (342) zu den Hinterhabichtswälder Kuppen (342.2). Nach Norden setzt sich diese Untereinheit zum Burghasunger Berg fort. Nach Osten und Südosten fällt die Landschaft in den Naturraum Breitenbacher Mulde (342.10) ab, der mit dortigem quellnahen Oberlauf der Warme zur Untereinheit Habichtswälder Senke (342.1) zählt. Im Südsüdwesten setzen sich die Hinterhabichtswälder Kuppen zum Remmenhausener Kopf fort. Nach Westen fällt die Landschaft in den Naturraum Isthaebene (341.34) ab, die zur Untereinheit Wolfhager Hügelland (341.3) gehört.

## Fließgewässer und Wasserscheide
Zum einen liegt der Wattenberg an der in West-Ost-Richtung verlaufenden Diemel-Eder-Wasserscheide, einem Teil der Diemel-Eder/Fulda/Weser-Wasserscheide. Hinzu kommt jedoch, dass die sich nördlich anschließenden Kuppen Diemel-intern den Hauptabschnitt der Wasserscheide zwischen Twiste (westlich) und Warme (östlich) darstellen, während Eder-intern die sich südlich anschließende Kuppe Remmenhausener Kopf auf der Wasserscheide zwischen Elbe (westlich) und Ems (östlich) liegt. Daher werden von den Hängen des Wattenbergs vier Flusssysteme gespeist:
- Auf dem Westhang entspringt die Erpe, die über die Twiste nach Nordwesten zur Diemel entwässert,
- auf dem Osthang findet sich die Quelle des südlichen Diemel-Zuflusses Warme,
- auf dem Südosthang entspringt die südostwärts der Eder zufließende Ems und
- auf dem äußeren Westhang liegt die Quelle des Spolebachs, der über die Elbe nach Südsüdosten zur Eder entwässert.

## Schutzkategorie
Das FFH-Gebiet Wattenberg/Hundsberg mit 82 ha besteht aus drei Teilflächen. Die größte Fläche bildet das Naturwaldreservat auf dem Wattenberg mit seinem Waldmeister- und Waldgersten-Buchenwald. Die beiden weiteren Flächen am Hundsberg dienen als Vergleichsflächen.
Im Südwesten des Wattenbergs liegt das 22 ha große Naturschutzgebiet Sumpfwiese am Wattenberg, es besteht aus einer Weide mit Feuchtgebieten sowie westlich und nördlich angrenzendem Laubwald, die Nordostecke ragt in das FFH-Gebiet.